# مارکوس والنبری
مارکوس والنبری، (به انگلیسی: Marcus Wallenberg) (زاده ۲ سپتامبر ۱۹۵۶) کارآفرین، بانکدار و مدیر ارشد اجرایی سوئدی است، که از اعضای شناخته شده خانواده والنبری بشمار می‌آید. وی مدیر عامل اجرایی اسبق شرکت اینوستور آب می‌باشد.
مارکوس والنبری در حال حاضر به‌عنوان عضو هیئت مدیره شرکت‌های اس‌ئی‌بی، الکترولوکس، اریکسون، آسترازنکا، استورا انسو، گروه ساب و تماسک فعالیت می‌نماید.